# 김용옥
김용옥(金容沃, 1948년 6월 14일~)은 대한민국의 철학자, 종교학자, 사상가, 한의사, 대학 교수이다. 본관은 광산이며, 호는 도올(檮杌)이다.

## 생애
김용옥은 천안 대흥동에서 광제의원을 운영한 집안의 6남매 중 막내로 자랐다. 초등학교를 천안에서 졸업하고, 보성중·고등학교에서 수학하였다. 고려대학교에서 생물학을 전공하였고, 한국신학대학교 신학과에서 1년 수학한 후, 고려대학교 철학과를 졸업하였다. 1972년 9월 중화민국으로 가서 국립 타이완 대학 철학연구소에서 2년간 수학하면서 〈노자 "자연" 철학에서의 "무위" 의 기능(老子｢自然｣哲學中｢無爲｣之功能)〉이라는 논문으로 석사 학위를 받았다. 1974년 일본으로 가서 1977년까지 도쿄 대학 대학원 중국철학과에서 수학하며 〈왕선산의 동론(王船山の動論)〉이라는 논문을 발표하며 석사학위를 취득하였다. 1977년에 미국으로 가서 펜실베이니아 대학교 동방학과 대학원과 하버드 대학교 동아시아어문학과 대학원에서 수학하였는데, 하버드에서 〈왕부지의 철학, The Philosophy of Wang Fu-chih(1616~1692)〉이라는 제목의 논문으로 박사학위를 취득하였다. 1990년에 원광대학교 한의과대학 한의학과에 입학하여 한의학사학위도 취득하였다.
대학교수, 철학자, 사상가, 언론인, 한의사, 연출가, 시나리오 작가, 희곡 작가, 극단의 단원 등 다양한 정체성으로 활동하였다. 동,서양 철학과 종교사상까지 다양한 학문적 탐구와 저작 활동을 벌였다. 1982년 9월 고려대학교 문과대학 철학과 부교수가 되고 1985년 9월에는 동대학의 정교수가 되었다. 1986년 양심선언("한국의 오늘을 사는 한 지성인의 양심선언")을 하며 고려대학교 교수직을 사퇴한 후 여러 대학에서 철학과 문학 등을 강의했다. 1988년 무렵부터 방송 강연에 출강하였다.
그는 문화계에서도 몇가지 활동을 했다. 악서고회(樂書孤會)라는 모임을 만들어 국악을 콘템포러리 뮤직으로 승화시키는 다양한 기초작업을 하였다.(1984년 3월~1987년 12월). 한국의 전통음악을 이끄는 대표적 주자, 백대웅, 김혜숙, 박범훈, 송방송, 이성천, 권오성, 최종민, 이보형, 양승희 등이 참여했다. 이후 한대수와 록 콘서트를 가지기도 했다. 그런가하면 도도회(檮濤會)라는 모임을 만들어 서울대학교 미술대학 한국화 교수들과 그 대학 출신 화가들(이종상,김병종,김호득,장상의,심현희,장혜용,이민주 등)과 정기적인 활동을 했다. (1988년 6월~1999년 6월)
영화와 연극활동도 했는데 대중의 사랑을 받는 마당극으로 유명한 극단 미추를 손진책, 김성녀와 함께 창단(1986년 8월)하여 전통과 현대를 접목시키는 많은 연극 작업을 했다. 《시간의 그림자》, 《그 불》등을 직접 연출하기도 했다. 1987년에는 잠시 영화인 심포지움을 만들어 유현목, 김수용, 임권택, 이장호, 김호선, 하명중, 정지영, 박광수, 이두용, 황기성 등과 활동했다. 이후 임권택의 《장군의 아들》, 《개벽》, 《취화선》의 대본을 썼고, 특히 《취화선》은 2002년 55회 깐느영화제 감독상을 획득하였으며 《개벽》에서 타이틀롤를 맡은 이덕화는 본인(김용옥)이 진행자로 활동 중인 KBS 2TV 《도올학당 수다승철》에 게스트로 출연했다. 《취화선》과 《왕의 남자》의 자막은 직접 영역했다.
유기화학자 김용준과 함께 신과학운동 세미나를 주도하고, 대우재단지원 과학사상연구회(科學思想硏究會)를 설립했다.(1984년 3월~1990년 2월) 한국의 대표적인 과학자, 과학사상가들(조순탁, 이성범, 장회익, 김두철, 서정선, 신중섭, 이봉재 등)이 참여했으며 이후 꾸준히 과학과 철학이라는 학술지를 출간했다.
1989년에는 한국사상사연구소(Korean Institute of Classical Studies)를 세워 한국고전 최초의 일자색인인 《삼국유사인득》을 출간했다. 이 작업은 후에 제자 김현 교수의 방대한 《조선왕조실록》 전체 한글번역 프로그램인 CD-ROM작업으로 이어져 한국학의 신기원을 세웠을 뿐 아니라, 한류의 원류인 사극 드라마들의 희곡작업의 근간을 이루었다. 1993년에는 도올서원을 세워 15기에 걸쳐 3,000여 명의 학생을 배출해 한학의 배경을 가진 우수한 인재들이 이 사회에서 활약하도록 만들었다. 그리고 민족문화추진회의 한국고전국역사업을 지원하였고, 그 기관은 이후 한국고전번역원으로 승격되었다.
1989년에는 태권도철학세미나를 개최하여 무술의 본질과 태권도문화의 세계화를 논하였다. 유병관, 양진방, 김영선, 김용범, 최의정, 임신자, 바비 클레이튼(Bobby Clayton), 스티븐 카프너(Steven D. Capener) 등이 참여했고 이 세미나의 결과물로 《태권도철학의 구성원리》를 집필, 출간했다. 이 작업의 정신과 성과는 이후 무주 태권도공원으로 이어졌다.
한의대 졸업 후 도올한의원을 개원하여 2년간 활동하기도 하였다. 또 언론인으로 활동하기도 했는데 중앙일보에는 《도올고함(檮杌孤喊)》이라는 칼럼을, 중앙선데이에는 《도올의 도마복음 이야기》(신발굴 성서자료)를 연재하였다.

## 학력
- 천안제3국민학교 졸업
- 보성중학교 졸업
- 보성고등학교 졸업 (55회)
- 1968년 3월~1972년 2월 고려대학교 문과대학 철학과 (문학사, 〈버트란드 럿셀의 논리원자주의〉)
- 1972년 3월~1972년 8월 고려대학교 문과대학 철학과 대학원
- 1972년 9월~1974년 6월 중화민국 국립 타이완 대학 철학연구소 (철학석사, 〈노자 "자연" 철학중 "무위" 지공능(老子｢自然｣哲學中｢無爲｣之功能)〉)
- 1974년 9월~1975년 3월 일본 도쿄 대학 대학원 중국철학과 연구생
- 1975년 4월~1977년 2월 일본 도쿄 대학 대학원 중국철학과 (철학석사, 〈왕선산의 동론(王船山の動論)〉)
- 1977년 2월~1977년 7월 미국 펜실베이니아 대학교 동방학과 대학원
- 1977년 9월~1982년 6월 미국 하버드 대학교 동아시아어문학과 (철학박사, 〈왕부지의 철학, The Philosophy of Wang Fu-chich(1616~1692)〉)
- 1990년 3월~1996년 2월 원광대학교 한의과대학 한의학과 (한의학사)

## 경력
- 1982년 9월~1985년 8월 고려대학교 문과대학 철학과 부교수
- 1985년 9월~1986년 4월 고려대학교 문과대학 철학과 정교수
- 1996년 3월~1997년 2월 서울대학교 천연물과학연구소 연구교수
- 1996년 9월~1998년 8월 용인대학교 무도대학 유도학과 교수
- 1997년 3월~1997년 8월 한국예술종합학교 연극원 초빙교수
- 1997년 9월~1998년 8월 중앙대학교 의과대학 대우교수
- 1998년 8월~1999년 8월 보스턴 뉴잉글랜드 복잡계연구소 철학분과 디렉터
- 2002년 12월~2004년 3월 문화일보 기자
- 2003년 3월~2004년 2월 한국예술종합학교 전통예술원 객원교수
- 2003년 9월~2004년 8월 중앙대학교 교양학부 강사
- 2005년 3월~2006년 2월 국립순천대학교 인문학부 석좌교수
- 2007년 3월~2008년 6월 세명대학교 석좌교수
- 2007년 4월~2009년 3월 중앙일보 기자
- 2013년 3월~ 한신대학교 석좌교수

## 방송 출연
- 1994년 MBC 《MBC 이야기쇼 만남, 공부란 무엇인가》
- 1997년 SBS 《명의 특강, 건강하십니까》
- 2004년 9월 8일 MBC 《아주특별한 아침 - 도올 김용옥, 랩 가수 데뷔?》
- 2007년 7월 11일 KBS1 《단박인터뷰》도올 김용옥
- 2007년 10월 9일 KBS 스페셜 《남북정상회담 특별기획 도올의 평양이야기》
- 2007년 12월 18일 MBC 《국민이 원하는 대통령》
- 2013년 1월 KBS 《이야기쇼 두드림》
- 2016년 JTBC 《차이나는 도올》
- 2018년 MBC 《도올스톱》

### TV 강의
- 1999년 11월~2000년 2월 《노자와 21세기》(56회), EBS
- 2000년 10월~2001년 5월 《도올의 논어이야기》(64회), KBS
- 2002년 8월~2002년 11월 《도올, 인도를 만나다》(28회), EBS
- 2004년 1월~2004년 6월 《도올특강, 우리는 누구인가》(26회), MBC
- 2006년 1월~2006년 5월 《도올특강 역사를 말한다》(6회), 광주MBC
- 2006년 2월~2006년 8월 《논술세대를 위한 철학교실》(50회), EBS
- 2009년 11월, 《도올특강 논어이야기》, 광주MBC
- 2011년 9월~ 《중용, 인간의 맛》(36회), EBS
- 2020년 3월~2020년 6월 《도올학당 수다승철》(13회), KBS

### 다큐멘터리 제작(연출)
- 2004년 12월~2005년 8월 《도올이 본 한국독립운동사》(10회), EBS

### 인터넷 강의
- 2007년 2월~ 《영어로 읽는 도올의 요한복음》(60강), EBSlang
- 2010년 5월~ 《도마복음강해, 도올이 만난 살아있는 예수》, 나즐공
- 2010년 5월~ 《대학(大學), 대학이란 무엇인가?》, 나즐공
- 2011년 6월~ 《중용》, 나즐공

## 저술

### 동양 고전 해제 / 저서
- 《東洋學 어떻게 할 것인가》, 통나무, 1985
- 《절차탁마 대기만성》, 통나무, 1987
- 도덕경 《老子哲學 이것이다》(上), 통나무, 1989
- 도덕경 《老子-길과 얻음》, 통나무, 1989
- 《나는 佛敎를 이렇게 본다》, 통나무, 1989
- 《도올논문집》, 통나무, 1991
- 《話頭, 혜능과 셰익스피어》, 통나무, 1998
- 금강경《도올 김용옥의 금강경 강해》, 통나무, 1999
- 논어 《도올 논어》(1·2·3), 통나무, 2000(1권), 2001(2·3권)
- 도덕경 《노자와 21세기》(1·2·3), 통나무, 1999(1권), 2000(2·3권)
- 중용 《檮杌先生 中庸講義》(上), 통나무, 1995
- 논어 《논어한글역주》(1·2·3), 통나무, 2008
- 효경 《효경한글역주》, 통나무, 2009
- 대학 《대학·학기 한글역주》, 통나무, 2009
- 중용 《중용 한글역주》, 통나무, 2010
- 중용 《중용, 인간의 맛》, 통나무, 2011
- 맹자 《맹자, 사람의 길》, 통나무, 2012
- 반야심경 《스무살, 반야심경에 미치다》, 통나무, 2019 ISBN 9788982641398

### 한국철학 / 기철학
- 《白頭山神曲-氣哲學의 構造》, 통나무, 1990
- 《讀氣學說》, 통나무, 1990
- 《태권도철학의 구성원리》, 통나무, 1990
- 《三國遺事引得》, 통나무, 1992
- 《氣哲學散調》, 통나무, 1992
- 《삼국통일과 한국통일》(上·下), 통나무, 1994
- 《혜강 최한기와 유교》, 통나무, 2004
- 《삼봉 정도전의 건국철학》, 통나무, 2004
- 《도올심득 東經大全》(1), 통나무, 2004

### 기독교 / 서양철학
- 《이성의 기능》, 통나무, 1998 (원저: The function of Reason, 알프레드 노스 화이트헤드)
- 《요한복음강해》, 통나무, 2007
- 《기독교성서의 이해》, 통나무, 2007
- 《큐복음서》, 통나무, 2008
- 《도올의 도마복음이야기》(1), 통나무, 2008
- 《도올의 도마복음한글역주》(1·2·3), 통나무, 2010
- 《도올의 로마서 강해》, 통나무, 2017
- 《도올의 마가복음 강해》, 통나무, 2019
- 《나는 예수입니다 : 도올의 예수전》, 통나무, 2020

### 예술비평 / 작품집
- 《어찌 묻힌단 말 있으리오》, 통나무, 1986
- 《아름다움과 추함》, 통나무, 1987
- 《이땅에서 살자꾸나》, 통나무, 1987
- 《새춘향뎐》, 통나무, 1987
- 《장군의 아들》, 통나무, 1990
- 《石濤畵論》, 통나무, 1992
- 《天命·開闢》, 통나무, 1994

### 의학
- 《너와 나의 한의학》, 통나무, 1993
- 《醫山問答-기옹은 이렇게 말했다》, 통나무, 1994
- 《건강하세요》(Ⅰ), 통나무, 1998
- 《21세기 한의학을 위하여》의 제2강, 경희대학교 출판국, 2009

### 평론 / 에세이 / 철학대중서
- 《여자란 무엇인가》, 통나무, 1986
- 《중고생을 위한 김용옥 선생의 철학강의》, 통나무, 1986
- 《도올 金容沃의 新韓國紀 》, 통나무, 1990
- 《도올세설》, 통나무, 1990
- 《대화》, 통나무, 1991
- 《달라이라마와 도올의 만남》(1·2·3), 통나무, 2002
- 《도올의 淸溪川 이야기》, 통나무, 2003
- 《도올의 국가비젼》, 통나무, 2004
- 《앙코르와트·월남가다》(上·下), 통나무, 2005
- 《韓國心·台灣情》允晨文化, 2006(譯者: 朱立熙)
- 《논술과 철학 강의》(1·2), 통나무, 2006
- 《계림수필》, 통나무, 2009
- 《사랑하지 말자》, 통나무, 2012
- 《도올의 아침놀》, 통나무, 2012
- 《도올의 교육입국론》, 통나무, 2014
- 《도올의 중국일기》(1~5), 통나무, 2015
- 《도올, 시진핑을 말한다》, 통나무, 2016
- 《박원순과 도올, 국가를 말하다》, 통나무, 2017
- 《우린 너무 몰랐다 : 해방, 제주4·3과 여순민중항쟁》, 통나무, 2019
- 《슬픈 쥐의 윤회》, 통나무, 2019
- 《유시민과 도올 통일, 청춘을 말하다》, 통나무, 2019

## 논란

### 춘성과 육두 문자
2002년 10월 당시 방송 강연 중 일제 강점기와 대한민국의 선승 춘성 스님의 육두 문자 발언을 방송에 인용하여 화제가 되기도 했다. 이때 방송 강연에서 그는 춘성 스님의 욕설과 육두문자를 그대로 전하여 논란이 되었다.

### 한국전쟁에 대한 관점과 발언
광주에서 열린 자신의 강의에서 김용옥은 6.25에 대해 “서울까지 단숨에 내려온 부대는 인민군이 아니라 중국내전에서 갈고 닦은 조선의용군 10만명”이라며“남침이지만 남침이라 표현할 수 없다. 남침을 유도한 남한사회의 구조가 있다”고 말하면서 “최고 원흉은 일본. 다음은 미국”이라며 “한국전쟁은 남침, 북침이 아니라 일본 제국주의 역사와 미국 제국주의 역사가 조선에서 만든 악랄한 죄악”이라고 주장했다.

### 다큐멘터리 내용
2005년 그가 제작한 EBS 10부작 "한국독립운동사"에서 도산 안창호의 중국 지린(吉林) 강연회에서 김일성은 안창호에게 ‘민족개조론’의 문제점을 지적하는 질문을 하자 “안창호는 조금 전까지 일사천리로 펼쳐나가던 강연을 성급하게 마무리 짓고 연탁 앞에서 황황히 물러섰다”고 김일성의 회고록에 기재된 내용의 전체를 소개하며 어린 학생의 질문에 안창호가 성급하게 나갔다는 것은 과장일 것이라고 했다. 하지만 전체적인 내용은 사실로 보여진다고 말했다. 이 일화는 명확한 증거가 없기 때문에 과장 또는 왜곡되었을 가능성이 있으며 심지어 사실일 가능성 조차 있지만 명확한 것은 아직 없다.

## 가계
- 배우자: 최영애, 연세대학교 중어중문학과 교수
- 장녀: 김승중
- 장남: 김일중 국악 작곡가
- 차녀: 김미루 (金彌陋), 작가, 미술가
- 부친: 김치수(작고)  천안 광제의원
- 형: 김용준(작고) 전 고려대 교수
- 형: 김용균 천안 광제의원
- 형: 김용환  전 순천향대 의대교수
- 누나: 김숙희 전 교육부장관
- 누나: 김용주

## 같이 보기
- 최영애-김용옥 표기법
- 국문학
- 중국어
- 철학
- 춘성
- 동아시아 30년 전쟁
- 이종인